# Onze-Lieve-Vrouwekerk (Laken)

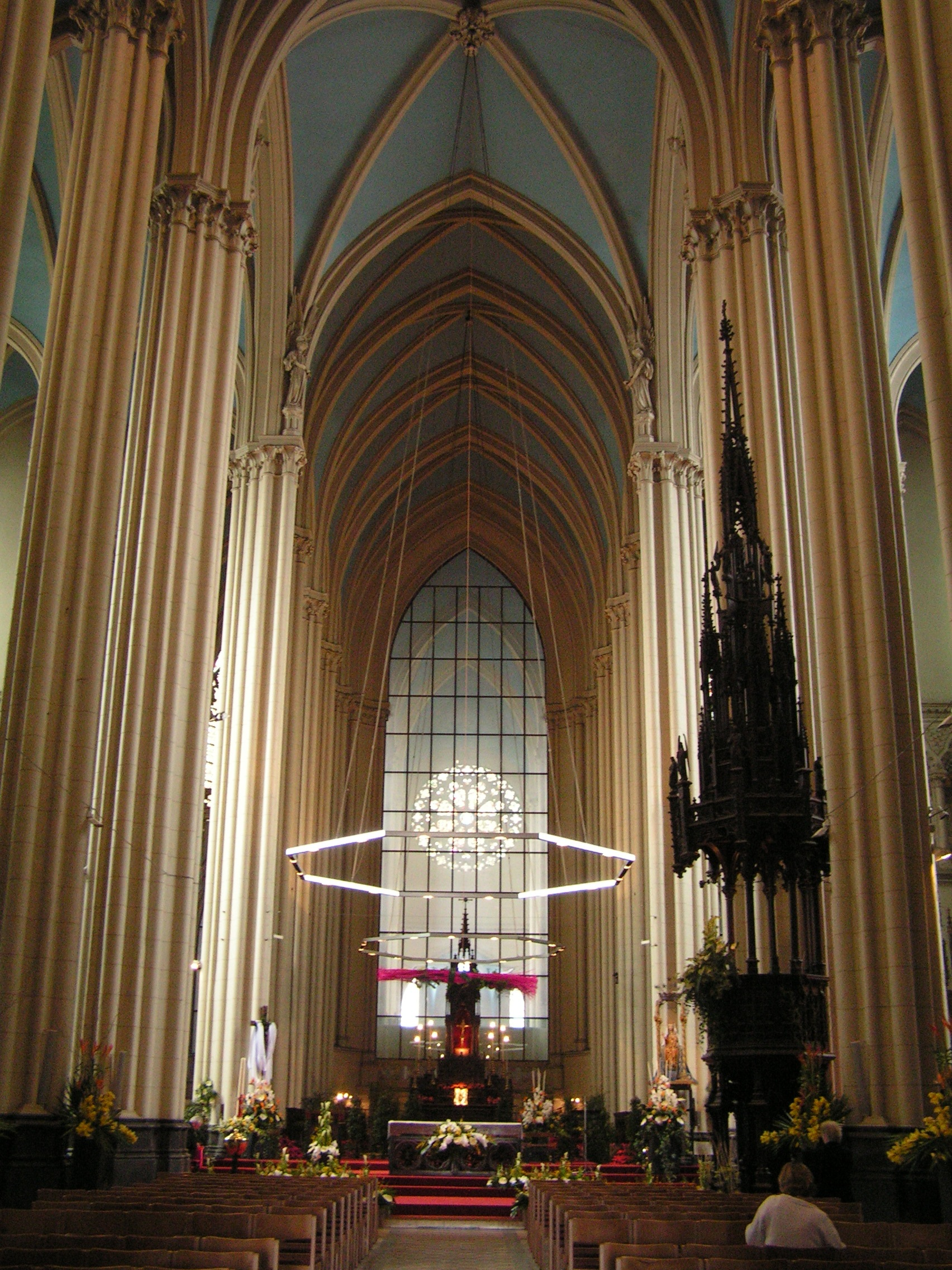
Interieur

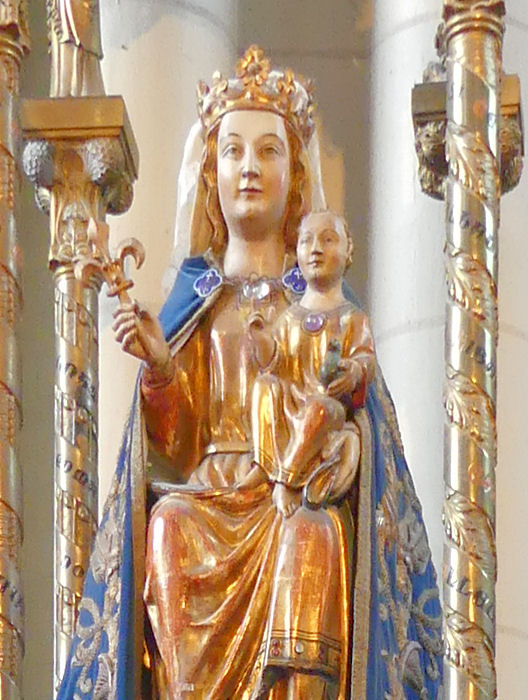
OLV van Laken, pauselijk gekroond.

De Onze-Lieve-Vrouwekerk is een parochiekerk, in de Belgische plaats Laken in het Brussels Hoofdstedelijk Gewest. 
De kerk ligt aan het uiteinde van de Sint-Annadreef. Aan het andere eind ligt de Sint-Annabron (1622) met Sint-Annakapel uit de 15de eeuw, in het Park van Laken.

## Geschiedenis
Rond 850 stond er een kleine kapel die er gebouwd was door twee zussen die hun overleden broer wilden herdenken.
In de 13e eeuw werd er een nieuw kerkgebouw op deze plaats gebouwd.
Halverwege de 19e eeuw werd het neogotische kerkgebouw opgetrokken naar het ontwerp van architect Joseph Poelaert als aandenken aan koningin Louise-Marie (1812-1850). Koning Leopold I legde de eerste steen op 27 mei 1854; midden op de vloer in het hoogkoor ligt er een gedenkplaat. Na de kerkwijding op 7 augustus 1872 werden de werken onderbroken, maar in 1908 werden ze op initiatief van koning Leopold II hervat. De bouw van het westportaal en van de torenspits werd aan de Duitse architect Friedrich von Schmidt toevertrouwd.

## Gebouw
Het kerkgebouw bestaat van zuid naar noord uit een neogotische portaal met daarboven drie kerktorens, een schip, een transept, een koor en een uitbouw met kegelvormige koepel. Onder deze koepel bevindt zich de Koninklijke Crypte. De middelste van de drie zuidelijke kerktorens is hoger dan de andere twee en heeft een hoogte van 99 meter.
De kerk, die een parochiekerk is, bevat het praalgraf van kardinaal Cardijn, stichter van de KAJ, toen onderpastoor in deze kerk. De crypte bevat de graven van de Belgische koninklijke familie. De kerk bezit ook een veel vereerd Mariabeeld uit de dertiende eeuw, waarvan enkele kopieën gemaakt werden, een om in de processies mee te nemen en een niet gepolychromeerd beeld, dat zich in de parochiekerk van Karreveld bevindt in Sint-Jans-Molenbeek. In de kerk is er ook nog een Sint-Rochusbeeld uit de 18de eeuw, een borstbeeld van Mgr.Van Waeyenberg (1891-1971), gewezen rector van de Katholieke Universiteit van Leuven. De doopvont met gepolijst koperen deksel en marmeren kuip, dateert van 1754. Een groot glasraam, ter gedachtenis van de gesneuvelde soldaten tijdens de oorlog van 1914-1918 bevindt zich boven het altaar van O.L.V. van Zeven Smarten. In een kleine kapel bevindt zich ook nog een gepolychromeerd beeld van de H.H. Anna-te-drieën. Ook is er nog een schilderij van O.L.V. van Laken. In de middenbeuk van de kerk staat een monumentale preekstoel uit de neogotische tijd; in 1878 zou die een eerste prijs gekregen hebben op de wereldtentoonstelling van Parijs.

## Kerkhof van Laken
Ten noordwesten van de parochiekerk ligt het kerkhof van Laken. Hier bevindt zich nog het gotische koor van de voormalige kerk (ca. 1275). In de kerk die hier toen stond was de Heilige Guido van Anderlecht koster, een schilderij van de H.Guido 18de eeuw hangt nog in de huidige Onze-Lieve-Vrouwekerk. Verder bevinden zich op het kerkhof de graven van talrijke prominenten, zoals Fernand Khnopff, Louis Joseph Seutin (1793-1862), La Malibran (van de Scala van Milaan), Charles Auguste de Bériot en Marie Pleyel. Het graf met gedenkstenenkapel van Joseph Poelaert en van de burgemeester Emiel Bockstael. Het beeld De Denker van Rodin siert de tombe van kunstcriticus J. Dillens.